# Rocky Rodent
 (août 2015).
Rocky Rodent (sorti au Japon sous le nom Nitro Punks: Might Heads (ニトロパンクス マイトヘッズ, Naitoropankusu Maitohezzu) est un jeu vidéo d'action/plates-formes en 2D, développé et édité par Irem. Il est sorti sur Super Famicom le 30 juillet 1993 au Japon, et la même année en Amérique du Nord.

## Synopsis
Le héros, Rocky Rodent, est un rongeur anthropomorphe avec un appétit insatiable et arborant des coiffures déjantées. Lors d'un repas chez Rose, son restaurant préféré, Rocky mange par accident une enveloppe contenant de l'argent destiné à la mafia. En représailles, le mafieux Don Garcia, fait kidnapper Melody, la fille du restaurateur Pie Face Balboa. Balboa demande alors à Rocky de sauver sa fille et lui promet un buffet à volonté gratuit en retour. Des histoires secondaires apparaissent aussi au cours du jeu.

## Système de jeu
Le jeu consiste en 6 niveaux dans un décor urbain, coupé par des scènes qui complètent le narratif. Le jeu se déroule dans les rues du centre-ville, sur l'autoroute, dans un appartement, dans des canalisations et dans une usine de piment.
Rocky peut attaquer ses ennemis en sautant dessus. Son originalité réside dans le fait qu'il peut changer de coiffures -4 différentes- qui lui donnent des aptitudes particulières pour franchir les niveaux. Ainsi, il peut arborer un épi rouge (attaque pic), une crête bleue (attaque boomerang), une tresse (attaque fouet et grappin) et une permanente jaune en forme de ressort (saut). Rocky reçoit un vie supplémentaire après avoir collecté une centaine de portions de nourriture le long des niveaux.